# Oplontis
Oplontis era una ciutat prop de Pompeia i Herculà que durant l'Imperi Romà va quedar colgada sota una capa de cendra volcànica d'uns 6 metres per l'erupció del Vesuvi de l'any 79. Les seves restes són al mig de l'actual ciutat de Torre Annunziata (Nàpols), a la regió de la Campània. L'any 1997 va ser declarada Patrimoni de la Humanitat com a part de l'anomenat «Recinte arqueològic de Pompeia, Herculà i Torre Annunziata». El nom d'Oplontis és probable que es refereixi als banys de l'àrea de Punta Oncino, però avui el nom s'utilitza per designar el grup de vil·les de la moderna ciutat de Torre Annunziata.
Durant molt temps, l'existència de l'antiga Oplontis havia constituït una mena de misteri. En absència de testimonis directes i concrets, els especialistes només comptaven amb algunes referències geogràfiques i cartogràfiques, entre les quals destaca la indicació continguda a la Tabula Peutingeriana. Oplontis apareixia assenyalada prop de la costa, entre Herculà i Pompeia, amb un edifici de forma quadrada flanquejat per dues torres, utilitzant un símbol que al mapa representa molts centres de la regió de la Campània.
Es tracta probablement d'un suburbi semiurbà de Pompeia amb habitatges de segona residència per a l'otium, o bé de cases confiscades als samnites pel sistema de la deductio després de la guerra social que va tenir lloc l'any 90 aC i ocupades per colons romans.
A mitjan segle xviii va començar l'excavació de Pompeia seguint criteris poc respectuosos. Un segle més tard, el 1839-1840 va començar l'exploració a la zona d'Oplontis i, en descobrir-hi les primeres restes, es van poder confirmar les referències que se'n tenien.
Aquestes restes eren d'unes termes que foren anomenades «Termes Nunziante». Es va poder comprovar que aquesta mateixa àrea ja havia estat explorada a l'època de Carles III, si bé amb un caràcter més espoliador que no recuperador. Però no va ser fins a la dècada del 1960 que es varen fer les excavacions i el descobriment de la Vil·la Popea.
Els resultats d'investigacions recents permeten vincular Oplontis a la família dels Calpurni Pisó, prestigiosa família aliada de Pompeu Magne.

## Restes

Oplontis i altres ciutats afectades per l'erupció del Vesuvi. El núvol negre representa la distribució general de les cendres. Es mostra la línia de costa moderna.

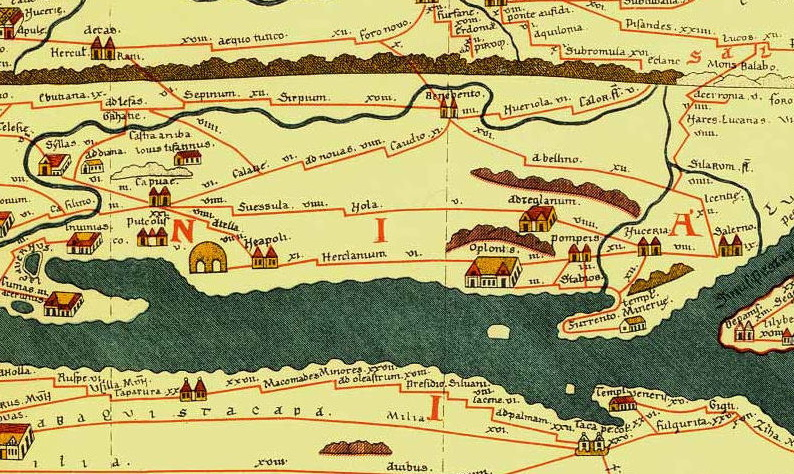
La zona del golf de Nàpols tal com apareix a la Taula Peutingeriana (s. IV)

A diferència de Pompeia i Herculà, les restes excavades a Oplontis no conformen una trama urbana, sinó que es tracta d'un conjunt de restes inconnexes, separades les unes de les altres. Un gran nombre dels objectes arqueològics provinents d'Oplontis es conserven al Museu Arqueològic Nacional de Nàpols.
Una de les primeres troballes varen ser les termes del cònsol Marc Licini Cras Frugi, les ruïnes de la qual són encara visibles des de la carretera de la costa dins de les actuals Terme Vesuviane fundades pel general Vito Nunziante el 1831 en el lloc on havien estat els antics banys termals.
També s'hi han excavat i identificat grans vil·les, com la de Popea, la de Luci Crassi Terci i la de Gai Sícul.

### Vil·la Popea
La Vil·la Popea, una luxosa mansió descoberta a l'època borbònica, no fou excavada fins a mitjan segle xx i és oberta al públic. Tot i que l'excavació ha estat parcial, ja que es troba enmig d'una zona urbana molt poblada, mostra una gran quantitat de pintures del segon estil i mosaics de molta qualitat; es tracta de les obres més ben conservades de la seva època, ja que molts dels sostres varen resistir els efectes de l'erupció. A partir de la inscripció d'una àmfora trobada a la vil·la, s'ha atribuït la propietat a Popea Sabina, la segona esposa de l'emperador Neró.

### Vil·la de Luci Crassi Terci
La vil·la de Luci Crassi Terci (o Lucius Crassius Tertius) es remunta al segle ii aC i deu el seu nom a un segell de bronze trobat a l'edifici, que portava aquest nom. Va ser descoberta el 1974 a 250 metres a l'est de la Vil·la Popea, durant la construcció de l'escola Parini. Es tracta d'una vil·la rústica de tipus industrial que va estar dedicada a la producció de vi i oli.
La vil·la està construïda al voltant del peristil, consistent en un pòrtic amb dues fileres de columnes dòriques d'argila grisa. Entorn del peristil s'obren habitacions utilitzades com a magatzem; a l'interior s'hi varen trobar mobles, cabells, ceràmica, palla carbonitzada i una gran quantitat de magranes utilitzades per al tractament del cuir. A més, també s'hi va trobar un forn de pedra amb una olla amb resina de pi, utilitzada per al manteniment de les àmfores, de les quals se'n van trobar unes 400 a la casa en el moment de l'excavació, molt probablement utilitzades per al treball dels productes agrícoles i el transport de vi. Hi ha una altra habitació amb sostre de volta a l'interior de la qual es van trobar les restes de 54 persones i una gran quantitat de joies i monedes d'or i plata.
La planta alta de la vil·la era la zona residencial de la domus: les habitacions estan decorades amb frescos del quart i el segon estils pompeians, que es remunten a l'era republicana. Al pis superior també es va trobar una caixa de fusta que contenia or i joies de plata, 170 monedes, ungüentaris, tauletes fetes d'os i altres joies. Entre les joies hi havia arracades del tipus d'agulla amb una bola, cistelles amb quars incrustat o penjolls amb perles, collarets llargs amb palletes d'or i maragdes, polseres de tipus tubular decorades amb pedres precioses i maragdes i un anell amb pedres llises i tallades amb figures d'animals o deïtats.
Al nord de la vil·la hi ha alguns edificis de dos pisos. Probablement es tracta de construccions independents de la vil·la, amb accés directe al carrer. És molt probable que foren utilitzats com a tallers, amb l'allotjament dalt.
L'excavació de la vil·la encara no ha acabat i no és visitable.

### Vil·la de Gai Sícul
Es tracta d'una vil·la imponent descoberta durant l'excavació de la rasa per a la construcció del ferrocarril que va de Portici a Torre Annunziata. Va ser tornada a enterrar i partida en dos per la construcció del ferrocarril; les troballes es van traslladar al Museu Arqueològic Nacional de Nàpols. En destaca un fresc que representa el mite de Narcís i Eco, amb el Parnàs de fons.